# Stubbekøbing Museum
Stubbekøbing Museum er et kulturhistorisk museum i Stubbekøbing på det nordlige Falster. Det har til huse i en fredet købmandsgård fra 1849 og råder over Nordeuropas største vægtsamling.
Museet blev oprettet i 1992, da Stubbekøbing Kommune havde en større samling af vægte, hvoraf de ældste dateres tilbage til 1588. 

## Stueetagen med lokalhistoriske udstillinger
I stueetagen er normalt en særudstilling, og foruden vægtene også køkkenredskaber fra Glud & Marstrand. Desuden vises en dagligstue fra 1890, en skolestue, snedkerværksted og et skomagerværksted. Udendørs er en have med historiske landbrugsredskaber samt hjemmelavede redskaber, der er fabrikeret før og under 2. Verdenskrig.

## Strik på 1'ste
På første sal er Danmark eneste strikkemuseum med skiftende udstillinger og en enestående historisk samling af strikkede genstande og strikkeredskaber. Samlingen har tilhørt Bodil Moestrup og er venligst udlånt til museet af hendes arvinger.